# Eugenio Quarti
Eugenio Quarti (Villa d'Almè, 1867 – Milano, 1926) è stato un ebanista italiano, noto anche come decoratore.

## Biografia
Eugenio Quarti nasce a Villa d'Almè, un piccolo borgo in provincia di Bergamo, da una famiglia artigiana di stipettai. Nel 1881, alla giovane età di 14 anni, è a Parigi dove imparerà nuove tecniche e amplierà i suoi orizzonti. Nel 1886 rientra in Italia e si stabilisce a Milano dove lavora, per un breve periodo, con Carlo Bugatti per poi aprire un suo laboratorio in via Donizetti 3.
Le sue prime opere sono fortemente improntate allo stile moresco di Bugatti, ma già all'esposizione di Torino del 1898 si possono notare le prime avvisaglie del Liberty e del suo stile personale. Fu sempre attento alla qualità e all'originalità delle sue realizzazioni, sempre attento ad ogni forma d'arte. Realizzerà mobili prevalentemente in noce con intarsi di madreperla ed applicazioni metalliche. Svilupperà nel tempo un'eleganza armonica della decorazione, con motivi filiformi, essenze di legni pregiati e intarsi e incastonature di alta qualità con materiali pregiati (madreperla, argento, rame, bronzo, peltro, ecc.), per questa sua caratteristica fu chiamato “l'orafo dei mobilieri”..
Nel 1900 partecipa all'esposizione internazionale di Parigi dove riceve il “Grand Prix” della giuria. Parteciperà a numerose altre esposizioni come a quella di Torino del 1902 e quella di Milano del 1906 dove riceverà il “Gran premio reale” e il “Diploma di medaglia d'oro” per l'opera di ricostruzione dei padiglioni distrutti dal devastante incendio del 3 agosto..
Eugenio Quarti lavorò con i più prestigiosi architetti del suo tempo (Giuseppe Sommaruga, Luigi Broggi, Alfredo Campanini, ecc.) oltre che con i grandi artisti/artigiani del suo tempo come Alessandro Mazzucotelli. Lavorò anche come decoratore, progettando interi arredi per palazzi sia pubblici che privati. Fu lui che progettò l'arredamento per Palazzo Castiglioni a Milano, Villa Carosio a Baveno, Grand Hotel e Casinò a San Pellegrino Terme, Hungaria Palace Hotel al Lido di Venezia. Una delle sue opere più significative furono gli arredi del “Caffè Camparino”, oggi conosciuto come “Bar Zucca” sito all'entrata della Galleria Vittorio Emanuele II a Milano. Non disdegnava comunque anche commesse meno importanti come ad esempio il mobilio per Villa Mariani a Bordighera residenza del pittore Pompeo Mariani. Alla sua attività di ebanista prima, e decoratore poi, affiancherà anche un'attività didattica e diventerà Direttore del laboratorio d'arte applicata all'industria del legno, alla Società Umanitaria.
Fu senza alcun dubbio uno dei grandi ebanisti italiani del XX secolo, e alcuni suoi mobili sono esposti in vari musei nel mondo, fra cui: il Museo dei mobili e delle sculture lignee del Castello Sforzesco di Milano, il Museo d'Orsay di Parigi, il Wolfsonian Museum di Miami, ecc. Alla sua morte nel 1929, il figlio Mario Quarti (1901-1974) eredita l'azienda del padre ristrutturandola e, negli anni Trenta, la “Quarti – mobili d'arte”, sita in via Palermo, conterà circa 200 addetti.

## Galleria d'immagini

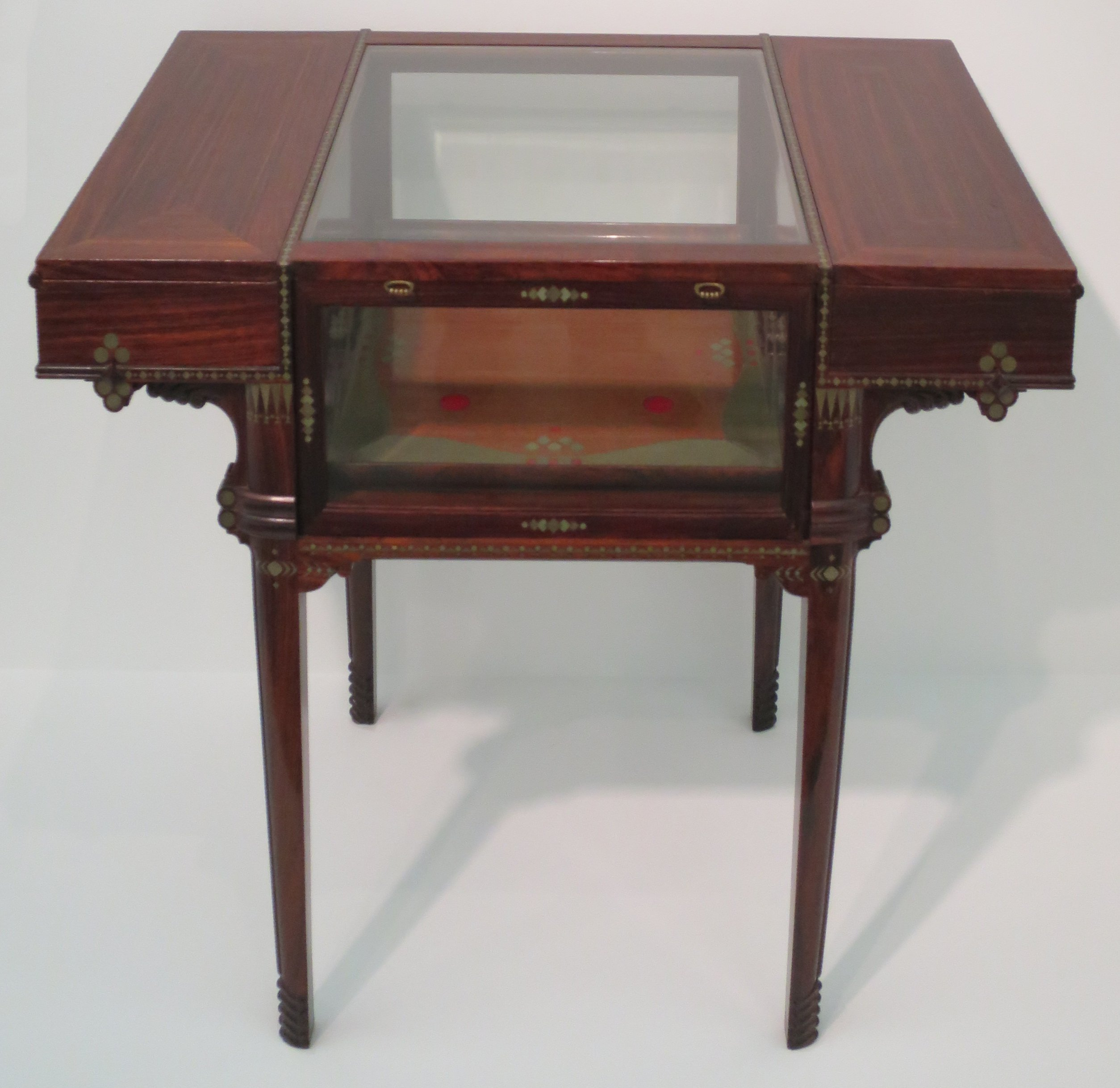
Tavolino (1914-15) di Eugenio Quarti, Wolfsonian-FIU Museum (USA)
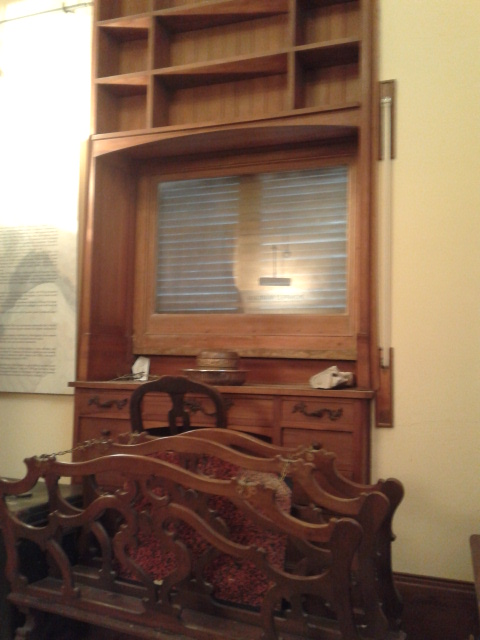
Biblioteca realizzata dal Quarti per la "Specola" di Villa Mariani a Bordighera